# Ture Hagelberg
Ernst Ture Hagelberg, född 22 februari 1900 i Göteborg, död 16 oktober 1985 i Stockholm, var en svensk målare, tecknare och grafiker.
Hagelberg var son till typografen Carl-Oskar Hagelberg och Matilda (född Malmberg). Gift 1934 med rödakorssköterskan Karin Myrén, barn födda 1935, 1938 och 1945.
Utbildning: Slöjdföreningen och Valands Målarskola i Göteborg, Wilhelmsons målarskola i Stockholm, Grand Chaumière i Paris.
Motiv: porträtt, stilleben, figursaker, landskaps- och stadsbilder från ett flertal europeiska länder.
Teknik: akvarell, olja, tusch och blyerts.
Representerad: privata samlingar i Sverige, Norge, Finland och USA, porträtt i Stora Sköndal i Stockholm, porträtt i Skara stift, offentliga samlingar i bl.a. Luleå landsting, Umeå Landsting och Kiruna kommun.